# MijnOverheid
MijnOverheid is een website van de Nederlandse overheid waarmee burgers hun overheidszaken via het internet kunnen regelen. De site is ontwikkeld om alle overheidsinformatie op één plek toegankelijk te maken. Mensen kunnen op de website van MijnOverheid een account aanmaken, waarna zij hun post van de overheid via de site kunnen ontvangen, hun persoonlijke gegevens in kunnen zien en hun vergunningaanvragen bij de gemeente kunnen bekijken. Toegang tot een persoonlijk account van MijnOverheid krijgt men door zich te registreren en in te loggen met een DigiD. In juni 2015 waren er 1,6 miljoen burgers met een MijnOverheid-account. Een aantal grote overheidsorganisaties is aangesloten op MijnOverheid, waaronder de Belastingdienst, het Kadaster, de RDW (Dienst Wegverkeer), de Sociale Verzekeringsbank, het UWV, enkele gemeenten en belastingsamenwerkingen. Alleen organisaties met een publieke taak kunnen zich aansluiten op MijnOverheid. Het aantal overheidsorganisaties dat aansluit op MijnOverheid groeit de komende jaren dankzij de grootschalige inzet van de Berichtenbox door de Belastingdienst. Daardoor neemt het aantal gebruikers sterk toe. 
MijnOverheid valt onder de verantwoordelijkheid van de minister van Binnenlandse Zaken en Koninkrijksrelaties. Een afvaardiging van de aangesloten overheidsorganisaties vormt het dagelijks bestuur van MijnOverheid. MijnOverheid wordt gefinancierd uit de budgetten van de aangesloten overheidsorganisaties.

## Geschiedenis
- In 2005 zijn de eerste contouren ontstaan van MijnOverheid binnen een initiatief van 5 grote overheidsorganisaties (Belastingdienst, UWV, SVB, Kadaster en RDW) om de e-overheid voor burgers meer vorm te geven.
- In 2006 is de ontwikkeling van MijnOverheid door het ministerie van Binnenlandse Zaken en Koninkrijksrelaties bij ICTU belegd binnen het programma e-Overheid voor Burgers.[7]
- In 2008 is het Nationaal Uitvoeringsprogramma betere dienstverlening en e-overheid (NUP) gestart. Dit programma had als doel lokaal en regionaal meer commitment te organiseren voor het invoeren van standaarden en e-overheidsbouwstenen, zoals MijnOverheid.[8][9]
- In april 2008 is MijnOverheid in een eerste versie live gegaan en is toen getest door enkele organisaties en 200 gebruikers.
- Sinds 1 juni 2011 is Logius verantwoordelijk voor het beheer van MijnOverheid. Logius is onderdeel van het ministerie van Binnenlandse Zaken en Koninkrijksrelaties en beheert overheidsbrede ICT-voorzieningen, waaronder DigiD en MijnOverheid[10]
- Sinds september 2014 is de voorziening MijnOverheid toegevoegd aan de Voorzieningenlijst van het Forum Standaardisatie.[11]
- Op 24 juni 2015 wordt een nieuwe interface in gebruik genomen, die ook geschikt is voor tablet en smartphone.[bron?]
- Op 1 november 2015 is de Wet elektronisch berichtenverkeer belastingdienst in werking getreden die een grondslag biedt voor verplicht elektronisch berichtenverkeer met de Belastingdienst.[12]

## Werking
Sinds  1 november 2015 (inwerkingtreding Wet EBV) heeft elke Nederlander van 14 jaar of ouder een account bij MijnOverheid. Het account kan niet worden opgezegd.
Voor gebruik moet het account geactiveerd worden. Dit kan niet ongedaan gemaakt worden. Er kan bij activering of later een e-mailadres worden opgegeven, waarheen onder meer het bericht kan worden verstuurd dat er een nieuw bericht in de Berichtenbox is. 
Men kan organisaties selecteren en deselecteren waarop de gang van zaken bij MijnOverheid van toepassing is, met dien verstande dat de landelijke Belastingdienst altijd meedoet, en dus niet gedeselecteerd kan worden. De Belastingdienst laat het plaatsen van een bericht in de Berichtenbox ook niet afhangen van activering van het MijnOverheidaccount. Na activering kan men de eerdere berichten dus alsnog lezen.
Per organisatie zijn er verschillen wat betreft de eventuele mogelijkheden om berichten weer, of (tijdelijk of blijvend) ook, op papier te ontvangen. Voor zover men beide kan ontvangen kan het selecteren van de organisatie, en daarmee de keuze van het ontvangen van berichten in de Berichtenbox, al of niet automatisch betekenen dat men ze niet meer op papier ontvangt; in het ene geval moet men actief aangeven ze ook op papier te willen ontvangen, in het andere geval moet men actief aangeven ze niet op papier te hoeven/willen ontvangen.

### Belastingdienst
Alle berichten die de Belastingdienst naar de Berichtenbox verstuurt, stuurt deze minstens 2 jaar lang, gerekend vanaf de invoering hiervan voor het betreffende soort berichten (dus niet vanaf het activeren van het account op MijnOverheid) ook nog met de papieren post. Voor sommige berichten is die periode van 2 jaar al ingegaan of voorbij. Dit laatste geldt voor de berichten over de jaarlijkse verlenging van toeslagen.
Wie zelf niet in staat is digitale post te bekijken, en voor wie iemand anders machtigen om de digitale post te bekijken geen oplossing is, kan overleggen  met de Belastingdienst over de mogelijkheid om een papieren kopie te krijgen van de berichten die naar de Berichtenbox worden gestuurd.

### UWV
Bepaalde groepen uitkeringsgerechtigden zijn verplicht berichten van het UWV digitaal te ontvangen via MijnUWV.nl of Werk.nl. In de Berichtenbox staat het UWV, in tegenstelling tot de Belastingdienst, niet standaard aangevinkt als instantie waarvan berichten digitaal ontvangen moeten worden.